# Longitarsus tarraconensis
Longitarsus tarraconensis es una especie de insecto coleóptero de la familia Chrysomelidae. Fue descrita científicamente en 1979 por Leonardi.